# Kom el-Hisn
Koordinaten: 31° 18′ 12″ N, 30° 5′ 0″ O
Kom el-Hisn („Ringwall, Hügel des Ringwalls“ auf Arabisch, im Altertum auch Ymau oder Imau genannt) ist heute eine archäologische Fundstätte. Im Alten Ägypten war Kom el-Hisn Hauptstadt von Imentet, einem der 20 unterägyptischen Gaue. Verehrt wurde in diesem Gau die Göttin Hathor. Am 15. April 1866 wurde das Kanopus-Dekret bei Ausgrabungen in dieser Fundstätte durch Richard Lepsius wiederentdeckt.
Kom el-Hisn befindet sich nahe dem westlichen Rand des Nil-Deltas auf der Hälfte der Wegstrecke zwischen Kairo und Alexandria. Die Fundstätte ist heute von kultiviertem Land umgeben. In der Neuzeit ist über Teilen des alten Ortes ein Dorf erbaut worden.
Mehrere Ausgrabungen haben bestätigt, dass dieser Ort während des Alten Reichs bereits besiedelt war, und es finden sich Belege für eine umfangreiche Bebauung. Aus dem Mittleren Reich stammt eine Statuengruppe von Amenemhet III. und das Grab des Khesuwer. Der Ort war auch während des Neuen Reichs und ebenso während der 26. Dynastie besiedelt. Aus dieser letztgenannten Zeit gibt es einen schriftlichen Hinweis auf den Ort. Dass der lokale Tempel seine Steuern entrichtete, ist unter anderem auf der Nitokris-Stele festgehalten.
Kom el-Hisn war einer der Orte, die während des Baus der Chephren-Pyramide um 2550 v. Chr. Nahrungsmittel zu der Baustelle lieferten. Die Einwohner von Kom el-Hisn zogen dafür Rinder auf, aßen selbst aber nur wenig Rind. Lediglich die Knochen von alten Mutterkühen und kranken Kälbern wurden in den archäologischen Fundstellen gefunden. Fleisch, das von den Dorfbewohnern verzehrt wurde, stammte überwiegend von Schweinen. Das Verhältnis gefundener Rinderknochen zu gefundenen Schweineknochen beträgt 1:25, das heißt für jeden gefundenen Rinderknochen werden 25 Schweineknochen gefunden. Man ist heute der Überzeugung, dass in Kom El-Hisn Schweine in Herden gehalten wurden, die ihr Futter in den Marschen des Nildeltas und den Abfällen des Dorfes fanden. Dass das Dorf Rinder liefern musste, seine Schweine jedoch behalten durfte, liegt an der spezifischen Natur dieses Haustieres. Rinder konnten ebenso wie Ziegen und Schafe über die Entfernung nach Gizeh, dem Bauort der Chephren-Pyramide, getrieben werden. Sie waren in der Lage, in der ariden Region auf dem Weg nach Süden ausreichend Nahrung zu finden. Schweine dagegen hätten weder Futter noch den Schatten, auf den sie angewiesen sind, auf dieser Wegstrecke gefunden.
Der Historiker Mark Essig sieht in der unterschiedlichen Bedeutung verschiedener Haustiere in Kom el-Hisn ein Beispiel, das für den gesamten Nahen Osten steht. Schweinefleisch war ein Nahrungsmittel, das überwiegend von den Armen gegessen wurde. Weil das Schwein nicht in die komplexe Struktur der Nahrungsmittelversorgung passte, die Bürokraten der verschiedenen ägyptischen Dynastien entwickelten, wurde es zu einem Nahrungsmittel von Randgruppen und dies wiederum bewirkte, dass dieses Fleisch für Teile der Bevölkerung tabu wurde. Essig sieht hierin den Ursprung der Speisegebote des Judentums und des Islams, die beide den Verzehr von Schweinefleisch untersagen.